# افغانستان در ۱۹۲۳
رویدادهای که در سال ۱۹۲۳ میلادی در افغانستان رخ داده‌اند در ذیل بیان شده‌است.
تاریخ افغانستان هرچند پر رویداد نبوده، اما از آرامی هم بسیار فاصله دارد. ناسازگاری میان امیرامان الله و یک بخش بزرگ رعیت وی یکی از ویژگی‌های برجسته این سال است، مسئله مهم دیگر نزدیک‌شدن رابطه میان افغانستان و انگلیس به تنش است. علت‌های اصلی بی‌رغبتی مردم نسبت به امیر در تلاش‌های وی برای اصلاح اداره و اِعمال خدمت اجباری عسکری بر مردم است. وضع مالیات نیز طبق انتظار یک مسئله بسیار مشکل ثابت شده و در عین حال کم‌بود پول، امیر را نگذاشته‌است تا وی پیشرفت چندانی در مسیر اصلاحات خود داشته باشد. با این وجود، پیشرفت‌های شگرفی در بعضی حوزه‌ها صورت گرفته‌است. یکی از موارد برجسته افزایش تعلیم در میان مردم بود. حالا هزاران پسر افغان به مکتب می‌روند و ۲۰۰ تن آن‌ها در خارج به تحصیل می‌پردازند؛ هم‌زمان انتظار می‌رود، تا این دانش‌جویان با گذشت زمان خدمات مدنی و قضایی مؤثر ارایه نمایند.

## متصدیان
- پادشاه – امان‌الله خان

## نیمه اول ۱۹۲۳
امیر با دخالت در امور حاکم‌ها که هرچند فساد آن‌ها مشهود است اما توانسته‌اند، تا حدی قانون و نظم را در ولسوالی‌های مربوطه خود تأمین نمایند، سعی می‌کند تا روش‌های مدنی‌تر را برای مردمی که هنوز آماده پذیرش آن نیستند، معرفی نماید. در نتیجه بی‌قانونی و آشوب به‌طور قابل توجه افزایش می‌یابد و در این میان شورش مهیب قبیله علی‌زی به اوج خود می‌رسد.

## ژانویه ۱۹۲۳
امیر در کنفرانس لوزان پیامی به پادشاه جورج پنجم می‌فرستد و پاسخ پادشاه، که در آن اشتیاق صمیمانه خود برای یک راه حل عادلانه به مسئله ترکیه را اظهار می‌کند، تأثیر مطلوبی در افغانستان ایجاد می‌کند.

## مارس ۱۹۲۳
ارتباطات تلگرافی میان افغانستان و بریتانیا آغاز شد. در این ایام پیام‌های دوستانه‌تر نسبت به ژانویه مبادله می‌شود. امیر برای خدماتی که مقامات بریتانیایی برای توسعه کارها انجام داده‌اند سپاس‌گذاری نموده و امید خود مبنی بر تداوم روابط دوستانه میان دو ملت را ابراز می‌نماید، هم‌زمان امیر از بریتانیا درخواست رفتار عادلانه با دنیای اسلام را می‌کند. پادشاه انگلستان نیز از تمنیات نیک امیر استقبال نموده و روی علاقه بریتانیا به زندگی صلح‌آمیز و همکاری همسایه‌گی با دنیای اسلام تأکید می‌نماید. علی‌رغم قدم‌های بزرگ و پیشرونده در خارج کردن افغانستان از انزوا، در جریان این سال پیشرفت اندکی در مسائل مهم ارتباطات داخلی صورت می‌گیرد. کار روی هیچ راه‌آهنی آغاز نشده و پیشرفت اندکی در پلان‌های جاده‌سازی برای وسایط صورت می‌گیرد، هم‌زمان شاه‌راه‌های موجود میان کابل و پشاور و قندهار چیزی جز یک خرابه نمانده‌است. در صورت عدم موجودیت ارتباطات خوب، فرصت اندکی برای توسعه منابع طبیعی کشور وجود دارد.
اشتیاق امیر به عدالت از این‌جا هویدا می‌شود، که وی به ناپدری مادر خودش به‌نام شاه غازی محمد سرور خان به دلیل سوءاستفاده از اموال عامه، حکم زندان صادر می‌کند.
مردمان قبایل دو تبعه انگلستان را در مرز شمال-غربی هند در کوهات و لندی کوتل به قتل می‌رسانند و قاتلین به افغانستان فرار می‌کنند. حکومت افغانستان به تاریخ ۴ جون به سفیر انگلیس در کابل اطلاع می‌دهد که دستور دست‌گیری سریع این افراد صادر شده‌است اما چند هفتهٔ سپری می‌شود تا این افراد دست‌گیر می‌شوند. بریتانیا مشکوک می‌شود که امیر در تبانی با بلشویک عمل نموده و قصداً انگلستان را تمسخر می‌کند. پس از این‌که قاتل‌ها دست‌گیر می‌شوند، آن‌ها قبل از محکمه موفق می‌شوند، فرار کنند. هرچند هیچ ثبوتی مبنی برهم‌دستی مقامات در این فرار وجود ندارد اما به هر حال این کار یک تأثیر بد برجای می‌گذارد. برای جبران کردن این کار، حکومت افغانستان تدابیر جدی‌تر علیه قانون گریزان در مرز اتخاذ می‌کند و یک کمیسیون مشترک افغان و انگلیس در اکتوبر در کراچی باهم ملاقات می‌نمایند تا بالای چند رویدادی که رخ داده‌است، تحقیق نمایند. اما با این وجود، از این مقطع به بعد مسائل به‌جای این‌که بهبود یابد، شدیداً بدتر می‌شود. افغان‌ها شک می‌کنند که انگلستان یک باردیگر در حال طراحی نقشه‌های امپریالیستی است و تلاش دارد تا به‌طور مطلق بالای کشور تسلط یابد. این احساسات قویاً از جانب سفیر افغانستان در پاریس، سردار طرزی خان، در مصاحبهٔ که با روزنامه نیشن انجام می‌دهد، ابراز می‌نماید. وی بریتانیا را متهم می‌کند که به‌طور خاص در سه ماه گذشته یک مقدار تسلیحات نیروهای پولیس افغانستان را در بمبی نگه داشته‌است، که این امر معاهده ۱۹۲۱ افغانستان و بریتانیا و هم‌چنین کنوانسیون ۵ جون همین سال را نقض می‌کند، بریتانیا در این معاهده علاوه بر سایر موارد تعهد قبلی بریتانیا مبنی بر اجازه ترانزیت تسلیحات به افغانستان از طریق هندوستان را تصدیق نموده‌است. بریتانیا در دفاع از خود می‌گوید، که طبق این معاهده واردات تسلیحات تا زمانی اجازه داده می‌شود که نیت حکومت افغانستان دوستانه بوده و هیچ‌گونه تهدیدی مستقیم متوجه هندوستان نباشد. تا اواخر این سال شرایط رابطه میان کشور به‌طور کلی جدی خوانده شد. باور براین است که شک افغان‌ها نسبت به نیت بریتانیا ریشه در تلقین سایر کشورها به‌ویژه روسیه و فرانسه دارد، مثلاً مقالهٔ دو آتشه در ۲۶ دسمبر در روزنامه لی‌ایر ناویل نشر می‌شود و در آن گفته می‌شود، که آنچه بریتانیا را بی‌قرار کرده‌است فعالیت یاغی‌ها نیست بلکه سیاست مستقل افغانستان است. آخرین اقدام بریتانیا در جریان سال این تقاضا است که نماینده بلشویک باید از افغانستان بیرون کرده شود، قدمی که از جانب روسیه یک «اولتیماتوم» پنداشته می‌شود.

## می ۱۹۲۳
امیر حقوق انحصاری پژوهش‌های باستان‌شناختی در افغانستان را به فرانسه می‌دهد و حفاری‌ها در مناطق نزدیک به کابل توسط آلفرد فوشر استاد دانشگاه سوربون و مقام ارشد آیین بودائی شروع می‌شود. اعتراضی که از جانب حکومت بریتانیا صورت می‌گیرد. فوشر می‌خواهد از سر اورل اشتاین که باستان‌شناس معروف انگلیسی است دعوت نماید، تا در پژوهش‌ها در افغانستان سهم بگیرد. اما بنا بر هر دلیلی این دعوت انجام نمی‌شود و فوشر در ماه دسمبر به‌جای این‌که برای آغاز حفاری به جلال‌آباد برود، جای که نیت اصلی وی بود، بنا بر دستور پاریس به ولایت بلخ که در ۳۵۰ مایل شمال کابل و در همسایه‌گی هندوکش قرار دارد می‌رود، جای که از نظر سر اورل اشتاین یک ولایت باستانی مهم تلقی می‌گردید.